# Fränkische Landnahme
Als Fränkische Landnahme bezeichnet man in der Geschichtsschreibung die Kolonisierung von Gebieten im heutigen Deutschland (vorwiegend im Rhein-Main-Donau-Raum) durch die Franken im Zeitraum vom 5. bis zum 8. Jahrhundert. Für diesen Raum markiert sie jeweils das Ende der Völkerwanderungszeit, da sich im Aufbau dieses Großreiches wieder politisch und sozial weitgehend stabile Systeme bildeten.
Am Beginn dieser Landnahme steht der Sieg des Merowingers Chlodwig I. über die Alamannen um das Jahr 496 n. Chr. (Schlacht von Zülpich).

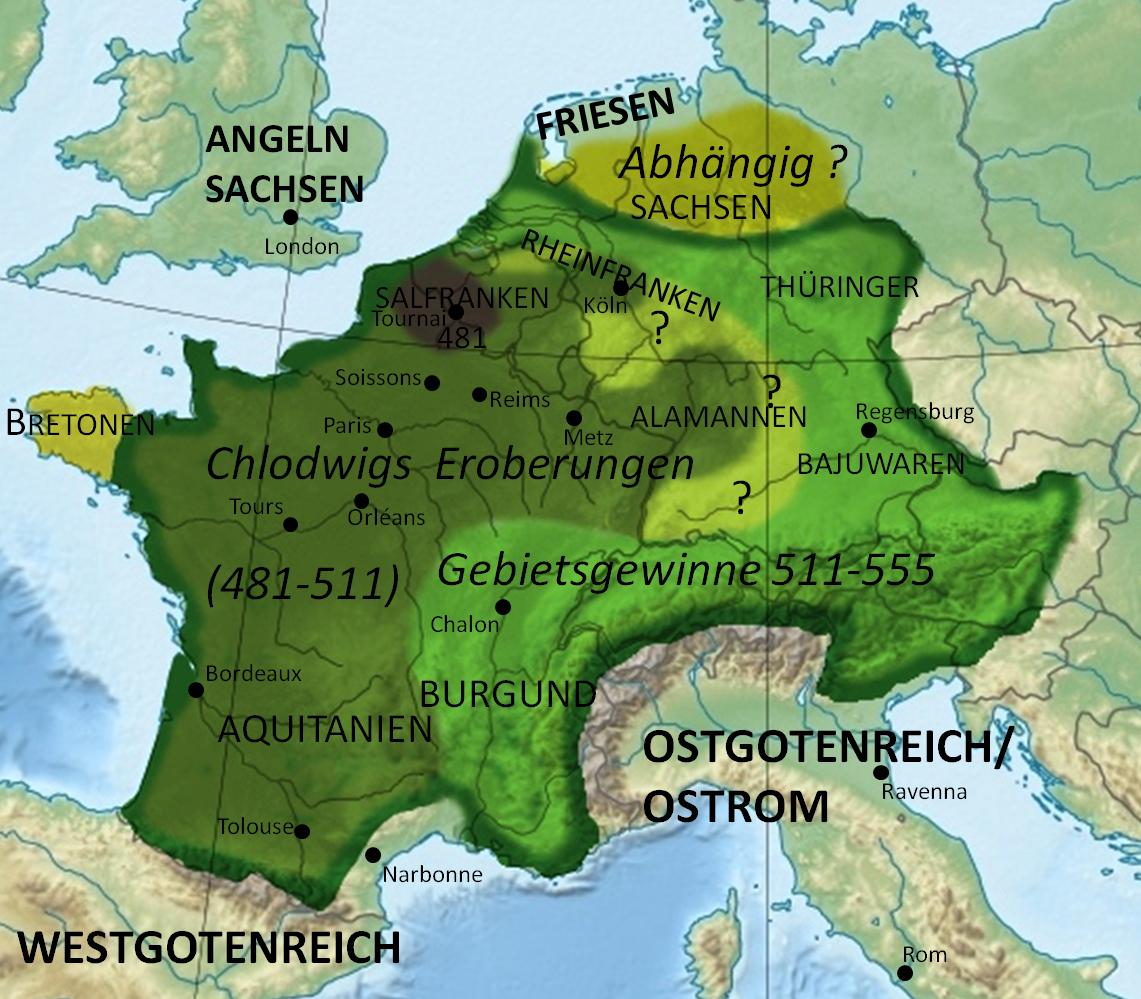
Die Expansion der frühen Merowinger während der ausgehenden Spätantike, in der Zeit von 481 bis 555.

Mit der Landnahme war eine Ausdehnung der fränkischen Herrschaft nach Osten verbunden; das Frankenreich gliederte sich nun in Neustrien (etwa das heutige Nordfrankreich), Austrasien oder Austrien (umfasste Gebiete in Lothringen, den Benelux-Ländern und dem heutigen Deutschland) und Burgund, das jedoch ständig um die Bewahrung seiner Eigenständigkeit bemüht war. 
Charakteristisch für die fränkische Landnahme ist die Entstehung von Siedlungen mit den Grundwörtern -heim, -hausen/-husen, -rod, -ingen und -weiler/-wiler. Nach 780 n. Chr. ist keine Neugründung mit dieser Endung mehr nachzuweisen. Die älteren Formen -husen und -wiler entwickelten sich im Spätmittelalter in Gebieten mit Neuhochdeutscher Diphthongierung zu den jüngeren Formen -hausen und -weiler.
Die Bestattung der Toten erfolgte anfänglich in Reihengräberfeldern mit Grabbeigaben. Später wurden die Reihengräberfelder nicht mehr belegt. Es ist davon auszugehen, dass die Begräbnisse nun um die Kirchen der betreffenden Orte verlegt wurden.